# Frankfurter Union
Bündnis zwischen Preußen, Hessen-Kassel, der Kurpfalz und Kaiser Karl VII.

## Frankfurter Union 1744
Unter der Frankfurter Union wird in der Geschichtswissenschaft zunächst ein in Frankfurt am Main am 22. Mai 1744 während des Österreichischen Erbfolgekrieges (1740–1748) geschlossenes Bündnis zwischen Preußen, Hessen-Kassel, der Kurpfalz und Kaiser Karl VII. verstanden. Durch den Frieden von Füssen wurde es im Frühjahr 1745 gesprengt.

## Frankfurter Union 1803
Die am 29. August 1803 in Frankfurt am Main gegründete und nach dem Gründungsort benannte Frankfurter Union (auch Union von Frankfurt) war von einer Gruppe regierender Fürsten und Grafen protestantischer weltlicher Territorien des alten Reiches ins Leben gerufen worden. Die Assoziation adliger Häuser (deren Mitglieder überwiegend zum Wetterauer Grafenverein gehörten) hatte das Ziel, die Mediatisierung dieser „Stände des 2. und 3. Ranges“ („mindermächtige“ Adelshäuser), die mit dem Reichsdeputationshauptschluss begann, zu verhindern. Da dies in Folge des Friedens von Preßburg (26. Dezember 1805/franz.: 5. Nivose Jahr XIV), nach dem die reichsritterlichen Besitzungen bis auf wenige Ausnahmen und die kleineren weltlichen Fürstentümer den größeren weltlichen Territorialstaaten zugeteilt wurden, nicht mehr zu erreichen war, verfolgte die Union nach nur drei Jahren ihre Aufgaben nicht weiter. Die Interessen der Mitglieder der Frankfurter Union wurden auch nach deren Auflösung, dem Untergang des alten Reiches und der Mediatisierung ihrer Territorien als lose Standesherren-Vereinigung im Rheinbund und später auf dem Wiener Kongress neu vorgebracht.

## Gründung (August 1803)

### Vorbereitungen von Solms-Laubach und Isenburg
Auf Grund der Vorschläge des Grafen von Solms-Laubach gegenüber Löwenstein-Wertheim, wandte sich dieser an Isenburg-Birstein (Residenz in Offenbach am Main). Daraufhin traf sich der isenburgische Geheime Rat Goldner am 3. August 1803 („morgens um 6 Uhr“ in Vilbel [heute: Bad Vilbel nordöstlich von Frankfurt am Main, quasi auf halbem Weg zwischen den beiden Residenzen] im Gasthaus „Zum goldenen Engel“) mit Solms-Laubach zur Abklärung des weiteren Vorgehens, um die Gründung einer Vereinigung von mindermächtigen Ständen (Adelsassoziation) einzuleiten. Kurz danach, am 20. August 1803, kam es zu einer Vorbesprechung der Abgesandten von sechs Adelshäusern in Rückingen (damals im Fürstentum Isenburg), und am 29. August 1803 wurde zum Zwecke verfassungsmäßiger Selbstverwaltung in Frankfurt am Main die Einigungsakte beschlossen. Daran haben teilgenommen die Adelshäuser Erbach, Hohenlohe-Neuenstein (in Öhringen), Isenburg (Fürsten und Grafen), Leiningen und Solms (Fürsten und Grafen), Löwenstein (Fürsten und Grafen), Wied-Runkel (Fürst) und Wittgenstein (Fürst), Oettingen-Spielberg und Limpurg-Speckfeld.

### Mitglieder
Am 12. Oktober 1803 haben die Chefs der fürstlichen und gräflichen Häuser den Vertrag unterzeichnet (Ausnahme: Fürst von Wied); bereits Mitte September 1803 waren der Fürst von Hohenlohe-Waldenburg und der Graf von Salm-Reifferscheid-Krautheim beigetreten. Der erste Unionstag fand am 7. November 1803 in Miltenberg statt, inzwischen waren auch Wartenberg (Graf) und Salm (Rheingraf) beigetreten: Zehn teutsche Reichsfürsten, wovon der Fürst von Löwenstein-Wertheim an der Spitze steht.
Die Einigungsakte verzeichnete folgende Mitglieder:
1. das gräfliche Gesamthaus Erbach,
- Erbach-Schönberg;
- Erbach-Erbach;
- Erbach-Fürstenau;

2. das fürstliche Haus Hohenlohe,
- Hohenlohe-Waldenburg-Schillingsfürst;
- Hohenlohe-Neuenstein-Oehringen;
- Hohenlohe-Neuenstein-Ingelfingen;
- Hohenlohe-Neuenstein-Kirchberg;
- Hohenlohe-Neuenstein-Langenburg;

3. das fürstliche und gräfliche Gesamthaus Isenburg,
- Ysenburg-Birstein;
- Ysenburg-Büdingen;
- Ysenburg-Meerholz;
- Ysenburg-Wächtersbach;

4. das fürstliche Haus Leiningen,
5. das fürst- und gräfliche Gesamthaus Löwenstein-Wertheim,
6. das fürstliche Haus Oettingen-Spielberg,
7. das fürst- und gräfliche Haus Solms,
- Solms-Braunfels;
- Solms-Lich;
- Solms-Laubach;
- Solms-Rödelheim;

8. das fürstliche Haus Wied-Runkel;
9. das fürstliche und gräfliche Haus Wittgenstein;
10. das gräfliche Haus Limpurg-Speckfeld.
Folgendes sind die Nahmen der Fürsten und Stände der schwäbischen Union, welche der Frankfurter Verbindung beygetreten sind:
- Fürstenberg,
- Oettingen-Wallerstein,
- Hohenzollern-Hechingen,
- Hohenzollern-Sigmaringen,
- Waldburg und
- Wolfegg.

### Aufgaben
Nach der Einigungsakte vom 29. August 1803 war das Hauptziel der Union die Einrichtung von Gesandtschaften in Paris, Berlin, Wien und Petersburg und die Unterhaltung von Geschäftsträgern auf gemeinsame Kosten, um für die „verfassungsmäßige Selbsterhaltung“ der Mitglieder tätig zu sein (Art. 1–3). Sie erstrebte z. B. auch die Mitwirkung bei der künftigen Kreiseinteilung der Reichskreise und der Möglichkeit für die kleineren Adelsherrschaften Virilstimmen (Einzelstimmen) im Reichstag des alten Reiches zu erhalten oder eine Regelung zur Mitwirkung des Grafenstandes in einer zukünftigen Reichsdeputation.

## Unionskonferenz in Miltenberg (1804)
Die Union, die eher hinter den Kulissen operierte, hatte keinen offiziellen Vertreter bei dem von Napoleon in Mainz abgehaltenen Fürstentag (20. September–1. Oktober 1804), sie beschloss aber eines ihrer Mitglieder zu Napoleons Krönung nach Paris zu senden. Die Wahl fiel auf Carl Fürst zu Isenburg-Birstein, der dort auch die offizielle Akkreditierung (Anerkennung) des leiningischen Vertreters Ludwig Franz Greuhm als Geschäftsträger der Union erreichte.

## Preßburger Friede (Dezember 1805)
Im Jahr 1805 kam kein Unionstreffen zustande, obwohl Solms-Laubach warnte, „dass eine längere Lethargie das Grab der Union“ sei. Erkrankungen des Unionsgesandten in Paris und des leiningenschen Geheimrates Lang, der von Amorbach (Residenz des Leininger Fürsten) aus die gesamte Korrespondenz koordinierte, lähmten die Union zusätzlich.
Als sich nach dem Preßburger Frieden (Ende Dezember 1805) abzeichnete, dass die Ziele der Frankfurter Union auf Erhaltung der Selbständigkeit kaum zu verwirklichen waren, suchten etliche Mitglieder nach anderen Wegen. Leiningen suchte eine Übereinkunft mit einem der zukünftigen Mittelstaaten, um günstige Bedingungen für die nachfolgende Mediatisierung zu erhalten, denn es gab im alten Reich Mediatisierungen, die diesen Standesherren das ius territoriale subalternum zusicherten. Deshalb schloss Leiningen knapp drei Monate später, am 22. März 1806 einen Schutz- und Erbvertrag mit Bayern ab, um seine politische Existenz zu sichern. In diesem Vertrag erklärte sich das Haus Leiningen bereit, sich unter die staatliche Souveränität Bayerns zu begeben. Napoleon akzeptierte den Vertrag nicht (Leiningen kam später zu Baden). Der Fürst erklärte daraufhin, dass er in die Notwendigkeit gesetzt gewesen sei, für sich selbst zu sorgen und seine Verhandlungen es nicht erlaubten, mit den übrigen Fürsten jetzt gemeinsame Sache zu machen.

## Militärunion (1806)
Goldner und Isenburg verfolgten einen anderen Plan: den Ausbau der Union zu einer Militärunion, wenn schon nicht bei einer Neuordnung der deutschen Reichsterritorien jedem einzelnen Mitglied die Souveränität erhalten werden könne, diese wenigstens gemeinschaftlich (en corps) zu sichern. Der Union sollte „eine gleiche Souveränität“ verschafft werden, „wie solche der Preßburger Frieden creirt hat“. Auf einer Tagung des Unionsausschusses in Rödelheim (Residenz von Solms-Rödelheim; heute Stadtteil von Frankfurt am Main) am 6. Februar 1806 wurde dieser Plan beschlossen und Goldner mit dieser Mission in Paris beauftragt. Aber auch dies schlug fehl, die Militärunion kam zwar im Juli 1806 durch den Rheinbund zustande, von den Mitgliedern der Union erhielt jedoch nur Isenburg die Souveränität; die Territorien der anderen Mitglieder wurden mediatisiert.

## Unterschiedliche Interessen der Mitglieder
Untereinander waren sich die Mitglieder keineswegs einig, gegenseitige Vorwürfe, übervorteilt worden zu sein oder sich auf Kosten der Nachbarn oder Agnaten bereichert zu haben, waren an der Tagesordnung und trugen nicht gerade zu der z. B. von Solms-Laubach beschworenen Solidarität des Grafenstandes bei: „Die Instruktionen an die Gesandten mußten vorsichtshalber so abgefaßt werden, dass selbst der Eifersüchtigste, Mißtrauische und Schwache darüber nicht hadern kann“. Innerhalb der Union gab es stets Fraktionierungen. Hohenlohe-Öhringen z. B. erkannte die Einigungsakte nur mit Einschränkungen an und drohte mit „gänzliche(r) Verweigerung“, wenn seinen Bedingungen nicht entsprochen werde. Prestigeneid, Rivalität, unterschiedliche regionale Orientierung, fiskalische und administrative Probleme, Territorialabgrenzungen durch unklare Regelungen im Reichsdeputationshauptschlusses und nicht zuletzt die Adelshierarchie taten ein Übriges, dass die Gräben innerhalb und zwischen den Gruppierungen des deutschen Adels auch durch die akute Mediatisierungsgefahr nicht zugeschüttet werden konnten.

### Solms-Laubach: Tradition als adeliger „Berufspolitiker“

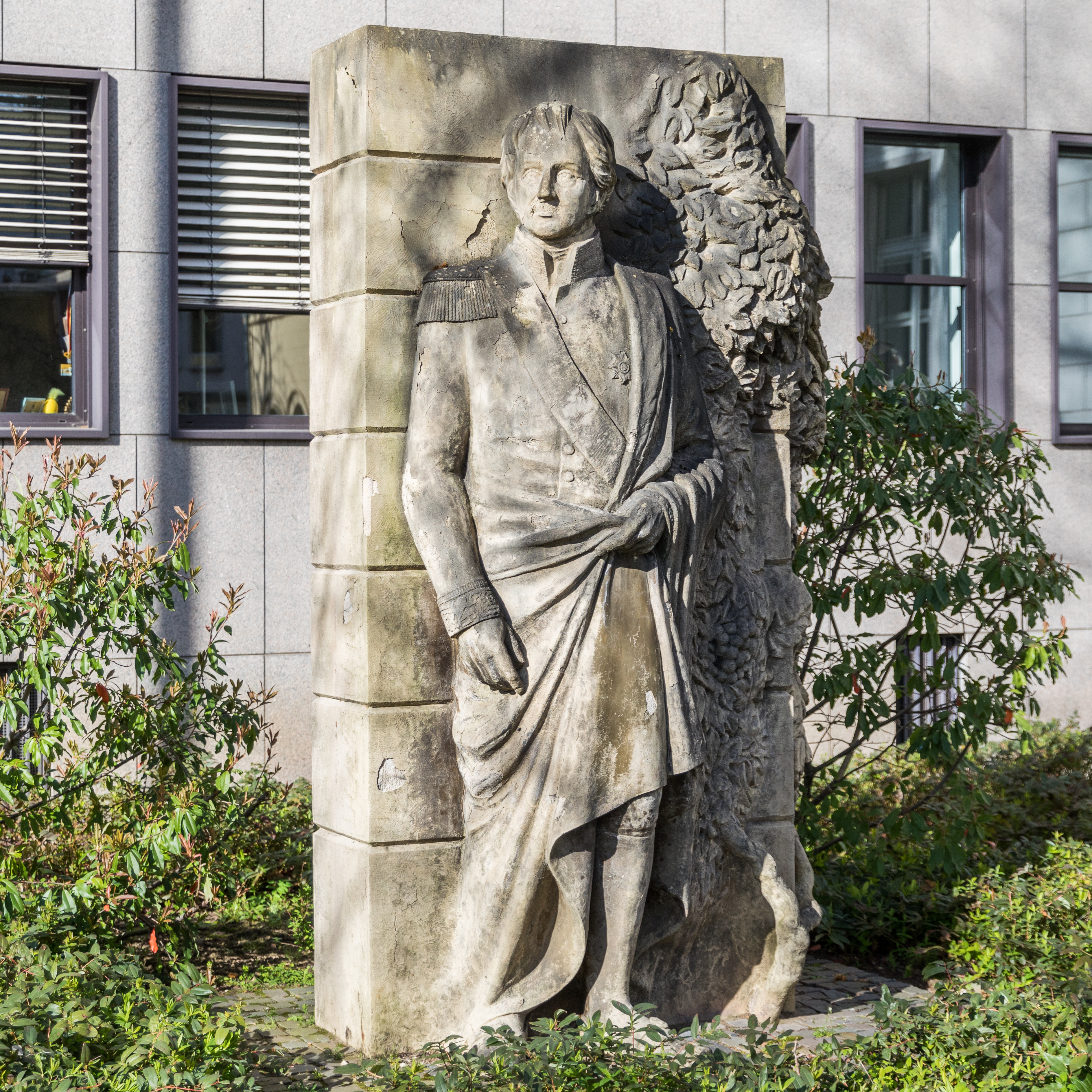
Friedrich Ludwig Christian Graf zu Solms-Laubach (* 1769; † 1822)

Solms-Laubach, der große Teile seines Lebens als adeliger „Berufspolitiker“ in den Dienst des Reiches und der mindermächtigen Reichsstände stellte, geleitet vom traditionellen Reichspatriotismus aus Familientradition, aber auch in der Hoffnung auf eine Stärkung der adeligen Solidarität. Solms-Laubach sah in der Union etwas Ähnliches wie in den alten Reichsgrafenkollegien. Er wollte einerseits Frankreich als Verhandlungspartner und andererseits die Wahrung der in der Reichsverfassung verankerten Rechte.
Als deutlich wurde, dass viele Unionsmitglieder der Assoziation nur wegen der finanziellen Vorteile durch die Aufteilung der Gesandtschaftskosten beigetreten waren, die Union für ihre Privatinteressen auszunutzen versuchten und weitere Geldopfer ablehnten, bemerkte Solms-Laubach nur: Solche Reden können nur demjenigen auffallend sein, der die Gesinnungen der Klasse, zu der wir gehören, nicht kennt, ich erstaune nicht mehr, halte den kleinlichen Egoisten für die Regel und einen lauen Patriotismus für die höchste Auffassung, welche nicht die Überlegung und die Kraft der meist neutralen Vernunft, sondern nur die Furcht ins Dasein rufen kann. Wer kann gegen den Strom schwimmen?. Die Union teile jetzt schon das Schicksal veralteter Institutionen.
Die Haltung des Reichstraditionalisten Solms-Laubach war jedoch nicht das einzige innerhalb der Union vertretene politische Konzept. Graf Solms-Laubach und Fürst Isenburg (mit seinem Geschäftsträger Goldner) und der Erbprinz von Leiningen hatten unterschiedliche Positionen. Dabei überwog bei allen Dreien der politische Aspekt eines „Überlebens“ der eigenen Person oder des eigenen Territoriums. Die politische Bewegung der Befürworter einer Triaspolitik des Dritten Deutschlands  lag aber noch in den Anfängen.

### Leiningen: Territoriale Eigenständigkeit im Miniaturstaat

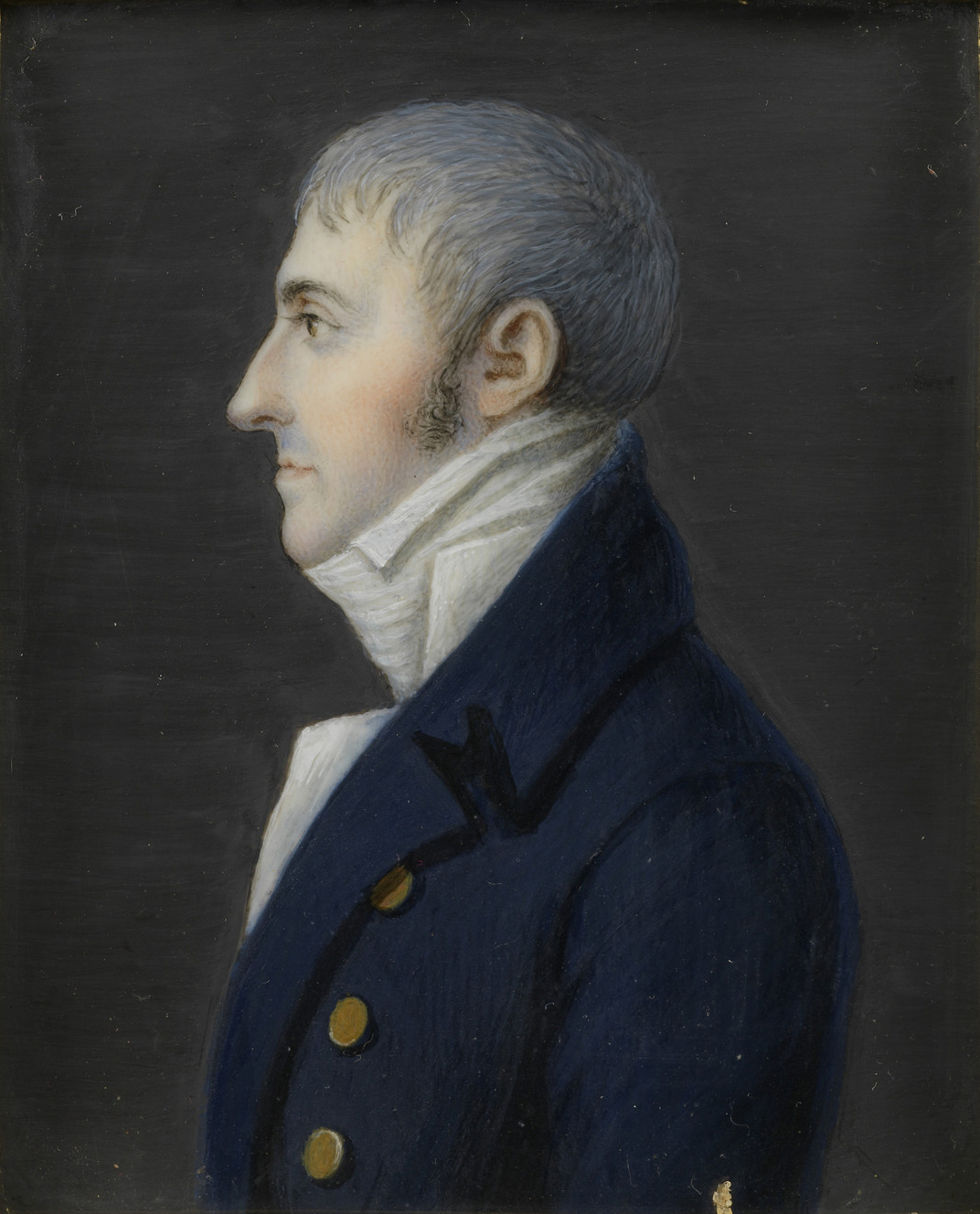
Emich Carl zu Leiningen (* 1763; † 1814)

Erbprinz Emich Carl zu Leiningen (* 1763; † 1814), der für seinen hochbetagten Vater die Regierungsgeschäfte führte, war Landesherr über ein vergleichsweise umfangreiches Territorium (ca. 90 000 Einwohner) um die Abtei Amorbach und das am Main gelegene Miltenberg (Residenz der Fürsten war seit 1803 Amorbach).
Für die Begüterten, wie das Fürstentum Leiningen, galt, dass die Union eher nach dem Nutzen für die eigenen politischen Interessen als nach den Kriterien von Adelssolidarität bewertet wurde. Annäherung an Frankreich, Aufwertung der eigenen politischen Existenz bis hin zum Anspruch eigener Staatlichkeit, Kosteneinsparungen im teuren Gesandtschaftswesen, eine ausgedehnte Korrespondenz und gegenseitige Kontakte sowie der Versuch, sich nicht durch allzu offensichtlichen Egoismus vor den Mitständen zu kompromittieren und womöglich an Prestige zu verlieren, waren vertretbare Gründe, die für die Mitgliedschaft in der Frankfurter Union sprachen.

### Goldner und Isenburg: Militärunion

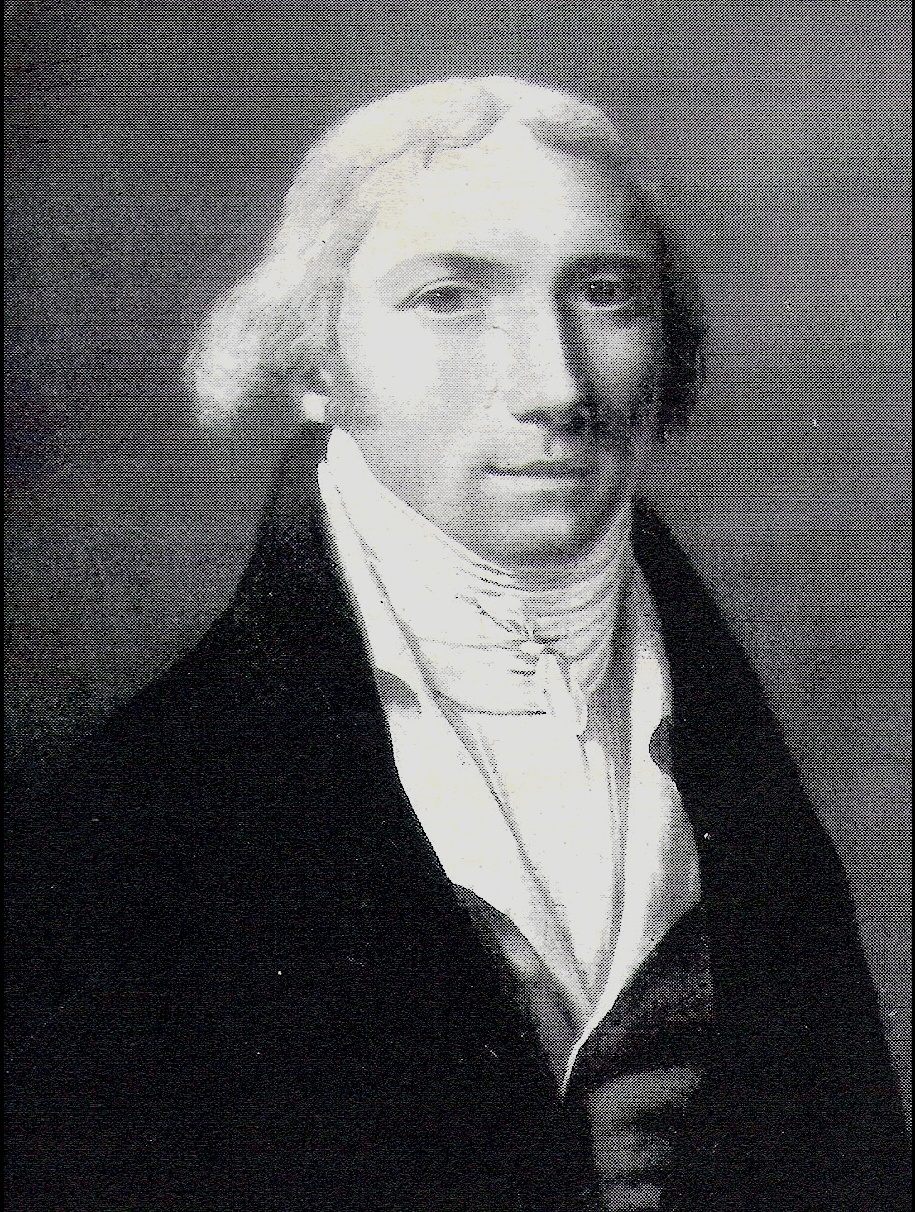
Wolfgang Christian Carl Ludwig von Goldner
(* 1764 † 1837)
aus Wikimedia Commons

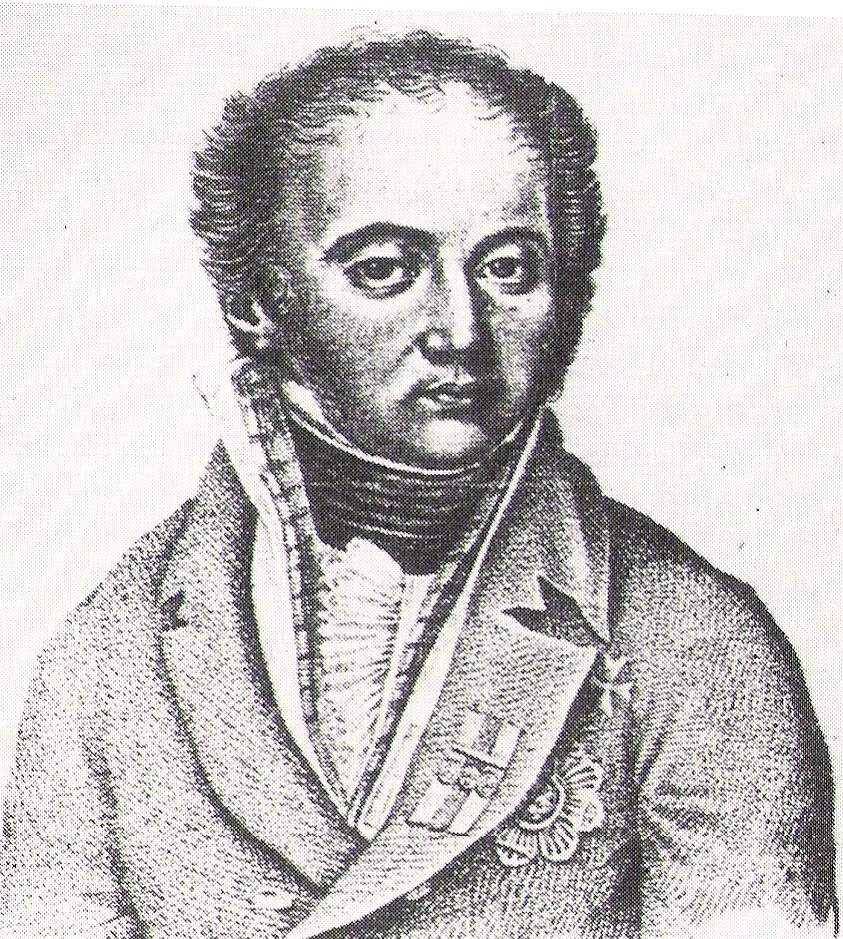
Carl Friedrich Ludwig Moritz von Isenburg-Birstein
(* 1766 † 1820)
aus Wikimedia Commons

Ein drittes politisches Konzept innerhalb der Frankfurter Union propagierte deren militärische Aufrüstung zur Militärunion, um damit dem Wunsch Napoleons nach Hilfskontingenten für seine Armee zu stellen und dadurch die eigene politische Bedeutung aufzuwerten und der Mediatisierung zu entgehen. Repräsentant derartiger Vorschläge waren Carl Fürst zu Isenburg und sein ihn stets beratender Geheimrat Goldner. Für sie gab es keine Alternative zu einer an Napoleons Wünschen orientierten Politik. Diese Haltung vertrat Isenburg sowohl innerhalb der Union als auch im eigenständigen Bemühen, seine Adelsherrschaft vor der Mediatisierung zu retten. 1804 war er als einziges der führenden Unionsmitglieder bereit, die Assoziation offiziell bei der Kaiserkrönung Napoleons zu vertreten, was von Solms-Laubach spöttisch kommentiert wurde: „Wenn ein Soldat Kaiser wird, müssen Soldaten Glück wünschen.“ Die militärische Laufbahn Carl zu Isenburgs war jedoch keineswegs ein Nachteil: Isenburg als Offizier erkannte klar, welch hohen Stellenwert Napoleon in der angekündigten Friedensordnung der Reichsterritorien dem militärisch-strategischen Aspekt beimaß. Während die übrigen Unionsmitglieder darauf hofften, Napoleon werde aus den kleineren Adelsherrschaften eine Art Pufferzone bilden, stellte sich Isenburg im 3. Koalitionskrieg als aktiver Soldat in den Dienst Napoleons und rekrutierte zwei Fremdregimenter für Frankreich (1805 das Regiment Isenburg, später: 2. kaiserlich-französische Fremdregiment und ein Jahr später das Regiment Preußen, später: 4. kaiserlich-französische Fremdregiment).
Isenburg gelang es, Unionspolitik und eigene Interessen so geschickt zu verknüpfen, dass er für seine Mission den ungeteilten Beifall seiner Mitstände fand. Napoleon begrüßte den Plan: Le ministre des relations exterieures m’a dit, mon Cousin, que l’union desirait accrediter un Charge d’affaires. J’accepte avec plaisir et je prouverai toujours que proteger l’independance de chers amis les princes et etats de l’Allemagne est ma plus vive solicitude et l’interet re el de la France. Eingehendere Fragen Napoleons richteten sich insbesondere auf die Verfassung der Union, den Vorsitz, ihre Verbindung zu mächtigeren Nachbarn sowie auf Österreichs Ansichten zur Union. Von den Antworten Carl zu Isenburgs hing womöglich das Schicksal der Union ab. Er glaubte, sich gut aus der Affäre gezogen zu haben, indem er, nicht ganz zutreffend, erwiderte: „Der Kaiser betrachte die Union als ganz constitutionelle und seinen Absichten gemäß, die Kurfürsten könnten diese Verbindung aus keinem anderen Gesichtspunkte betrachten“. Die Geschäftsführung der Union liege bei einem Ausschuss unter Leitung Leiningens.
Nach Goldners Plan sollte die Union 4000 Mann Militär bereitstellen (das Sechsfache des vorgesehenen Reichskreiskontingents), „welches von Frankreich ebenso angesehen werden möge wie die jetzigen, von den übrigen alliierten Höfen zu gebrauchenden Hilfstruppen“. Dies sei „dem Geschmacke Napoleons, welcher Deutschlands Streitkräfte gerne mit dem Interesse Frankreichs vereinigt sieht, wahrscheinlich angemessen“. Mit Unterstützung Napoleons sollte die Union dann zu einer „größeren Konfederation aller Stände zu dieser Kategorie gehörig“ ausgebaut werden, bis sie den Umfang von tausend Quadratmeilen mit zwei Millionen Einwohnern erreicht habe. Dieser Bund könne schließlich 20 000 Mann unterhalten „und sich selbst gegen etwaige Vexationen der alsdann nicht mehr mächtigen souverains Nachbarn schützen“. Goldner hoffte, dass, wenn die „collektive Souveränität“ erst erlangt sei, auch die „Einigkeit“ und „schwierige Organisation der Union“ zustande käme und dass Frankreich dies akzeptieren würde. Um überhaupt den Fortbestand der Union zu wahren, musste sie einen „valeur politique d’autant plus reelle pour la France“ darstellen, und dies konnte sie nur durch militärische, Aufrüstung erreichen.
Für Isenburg wirkte sich der enge Kontakt zu Frankreich günstig aus. Als einziges der Unionsmitglieder entging das Fürstentum, aufgestockt durch die Territorien seiner Agnaten, der Mediatisierung, und dies, ohne dass die Unionsangehörigen vorher Kenntnis davon bekamen.

## Auflösung und Ende
Mit der Errichtung des Rheinbundes 1806 verloren alle Mitglieder (Ausnahme: Isenburg) ihre Souveränität an die neu gebildeten Staaten (z. B. Leiningen an das Großherzogtum Baden, das Großherzogtum Hessen-Darmstadt und an das Königreich Bayern; Solms-Laubach an das Großherzogtum Hessen). Die Frankfurter Union löste sich spätestens im Herbst 1806 vor allem wegen finanzieller Differenzen auf. Die ehemaligen Mitglieder hielten untereinander Kontakt, Isenburg dagegen wurde förmlich geächtet. Leiningen entzog Minister Goldner die Vollmacht, und Solms-Laubach ging auf Distanz. Carl von Isenburg selbst litt auch persönlich unter den Folgen seiner politischen Isolation: Meine Existenz als unabhängiger Fürst ist gerettet, schrieb er am 21. Juli 1806 an Goldner, ich bleibe noch auf einem Haufen Trümmern stehen, aber um mich sinkt Freund, Verwandten alles dahin, kaum kann ich mich freuen... O wie unglimpflich werde ich von allen anderen, die weniger glücklich als ich waren, beurteilt werden, und wie wenig verdiene ich dieses Urteil.